# Achilla marginatifrons
Achilla marginatifrons är en insektsart som beskrevs av Gustaf Emanuel Haglund 1899. Achilla marginatifrons ingår i släktet Achilla och familjen vedstritar. Inga underarter finns listade i Catalogue of Life.